# Sold
Sold er en amerikansk stumfilm fra 1915 af Edwin S. Porter og Hugh Ford.

## Medvirkende
- Pauline Frederick som Helen.
- Thomas Holding som Donald Bryant.
- Julian L'Estrange som Robert Wainwright.
- Lowell Sherman som Johnson.
- Lucille Fursman som Lucy.